# Callimorpha dominula
Callimorpha dominula (Linnaeus, 1758) è un lepidottero appartenente alla famiglia Erebidae, diffuso in Eurasia. È l'unico rappresentante del genere Callimorpha Latreille, 1809.

## Distribuzione e habitat
È diffusa dall'Europa sino all'Asia Minore e centrale.
In Italia si trova in prevalenza in ambiente boschivo, collinare e montano.

## Descrizione

### Adulto

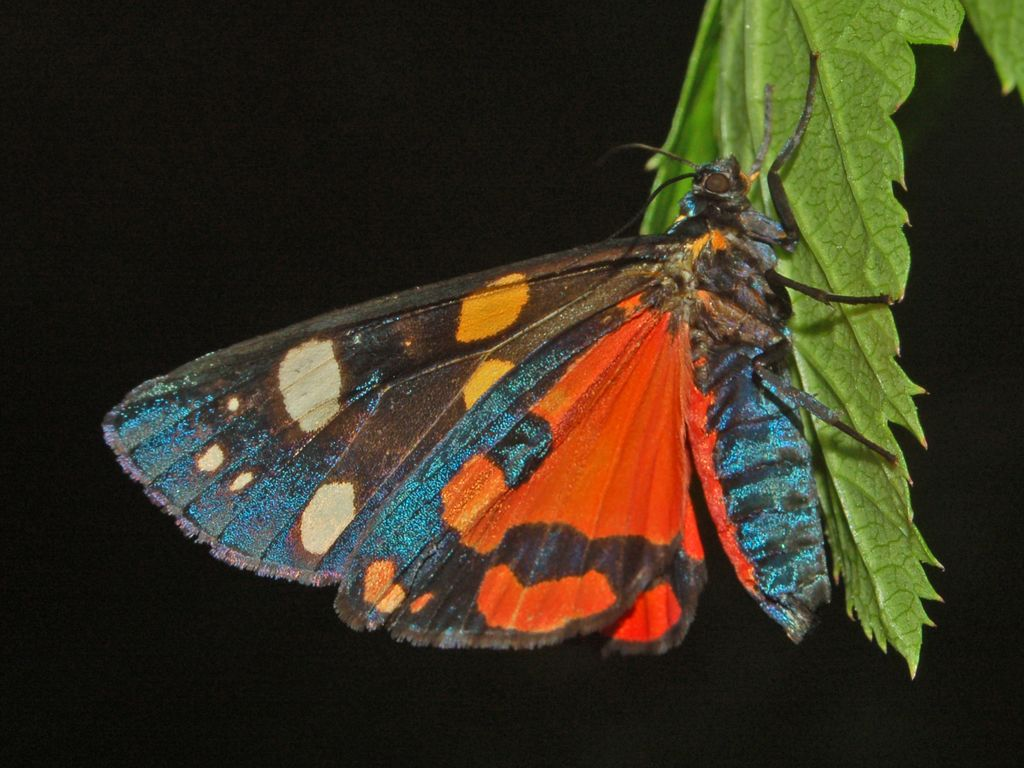
Pagina inferiore

L'apertura alare è di circa 5 cm. Vola in giugno, luglio ed agosto.

### Larva

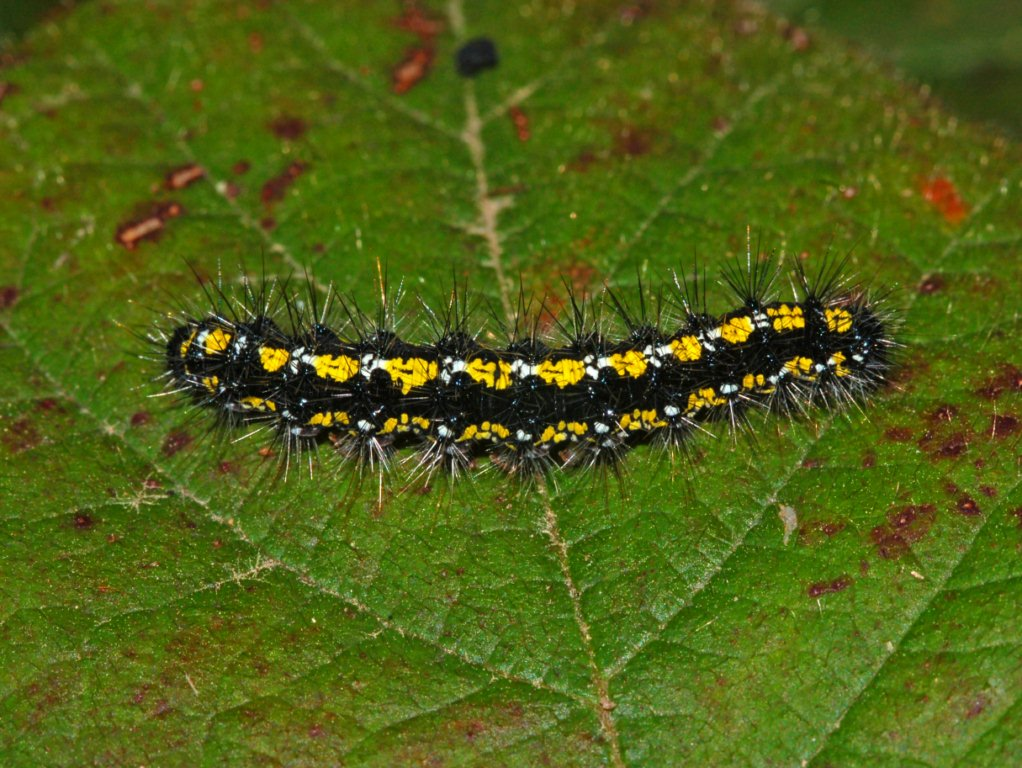
Bruco

Il bruco si nutre generalmente di Urtica, Geranium, Salix, Ranunculus e Rubus.

## Tassonomia
Comprende le seguenti sottospecie:
- Callimorpha dominula dominula
- Callimorpha dominula bithynica
- Callimorpha dominula kurdistanica
- Callimorpha dominula persona
- Callimorpha dominula philippsi
- Callimorpha dominula pompalis
- Callimorpha dominula rossica
- Callimorpha dominula trinacriae